# Donáth Leó
Donáth Leó (Budapest, 1888. február 7. – Budapest, 1941. február 1.) sportvezető, irodalomtörténész, műfordító.

## Életpályája
Óbudán született a Polgár utcában. Apja, Donáth Miksa magánhivatalnok, édesanyja, Erlenbach Antónia bajorországi származású volt. Egyetemi tanulmányai után a budapesti székesfőváros levéltárának segédtisztje lett. Az első világháborúban, 1914-től 1918-ig frontszolgálatot teljesített. 1918-ban Budapesten, a II. kerületben házasságot kötött dr. Széchy Ákos és Hindy Jolán lányával, Etelkával (1887–1958). 1918-ban és 1919-ben főhadnagyi rangban az angol és olasz katonai misszióhoz beosztott összekötőtisztként tevékenykedett. 1920-ban nyugdíjaztatta magát és a Futura Magyar Szövetkezeti Központok Áruforgalmi Részvénytársaság cégvezetője, 1923-tól igazgatóhelyettese, majd 1924-től igazgatója lett. 1930-tól kormánytanácsosi, 1932-től kormányfőtanácsosi címet kapott.

## Sportolói és sportvezetői pályafutása
1904-től az MAFC (Műegyetemi Atlétikai és Football Club) úszója volt. Elsősorban rövidtávú gyorsúszásban versenyzett. 50 yardon magyar csúcstartó volt. Sportolóként nem ért el nagy sikereket, de már ekkor kiválóan kamatoztatta nyelvtudását és szervezőkészségét. Már fiatalon bekapcsolódott a hazai sportirányításba. Kezdeményezésére 1910-ben Budapesten, a III. kerületi gimnáziumban – Magyarországon elsőként – bevezették a kötelező úszásoktatást. 1910-től 1913-ig a MAFC elnöke és úszószakosztályának vezetője volt. 1911-ben a Magyar Úszó Szövetség főtitkárává választották, ettől kezdve haláláig részt vett a magyar szövetség munkájában, 1921-ig főtitkárként, 1925-ig alelnökként, 1933-ig ügyvezető alelnökként, majd társelnökként. 1908-tól 1912-ig a Nemzeti Sport, 1912-től 1918-ig a Sporthírlap főmunkatársaként népszerűsítette Magyarországon az úszósportot. 1917-ben kezdeményezésére írták ki a magyar vízilabda hadibajnokságot. Az 1924. évi párizsi olimpián a magyar úszócsapat vezetőjeként vett részt. 1925-ben kezdeményezésére alakult meg az Európai Úszó Szövetség (LEN), melynek alapító főtitkára lett. Nyelvtudása – anyanyelvén kívül angolul, franciául, németül és olaszul beszélt – és hatalmas munkabírása révén a két világháború közötti időszak legnagyobb tekintélyű magyar sportdiplomatája volt. Jelentős szerepet játszott a modern úszó-, műugró- és vízilabdaversenyek lebonyolításának és versenyszabályainak megreformálásában. Alapvető eredményeket ért el az úszósport világméretű népszerűsítésében. 1926-ban kezdeményezésére rendezték az első úszó Európa-bajnokságot. 1928-ban a Nemzetközi Úszó Szövetség (FINA) főtitkárává és pénztárosává is megválasztották. E tisztségét a LEN főtitkári megbízatásával együtt haláláig megtartotta. 1929-ben kezdeményezésére jött létre a hatos-vízilabdatorna, amely az olimpiai játékok mellett a kor legnépszerűbb vízilabdatornája volt. Az 1932-es nyári olimpia után ő javasolta a minden olimpia után lebonyolított világrészek közötti váltóversenyek bevezetését.

## Irodalomtörténészi és műfordítói pályafutása

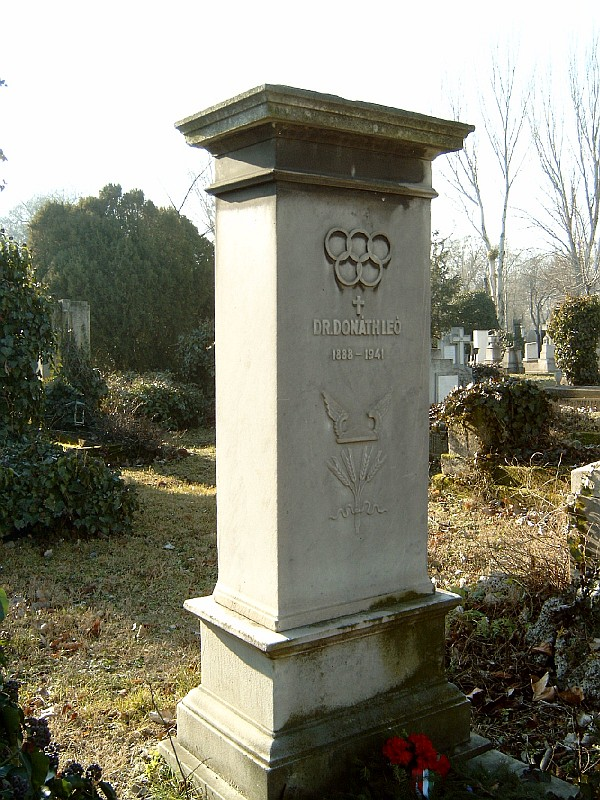
Donáth Leó sírja Budapesten. Kerepesi temető: 34-1-61